# Józef Krzeptowski (kurier)
Józef Krzeptowski (ur. 9 kwietnia 1904 w Krzeptówkach koło Zakopanego, zm. 13 kwietnia 1971) – polski przewodnik górski, ratownik GOPR, kurier tatrzański. Zyskał miano "króla kurierów tatrzańskich". Przyjaciele i rodzina nazywali go Ujkiem.

## Życiorys

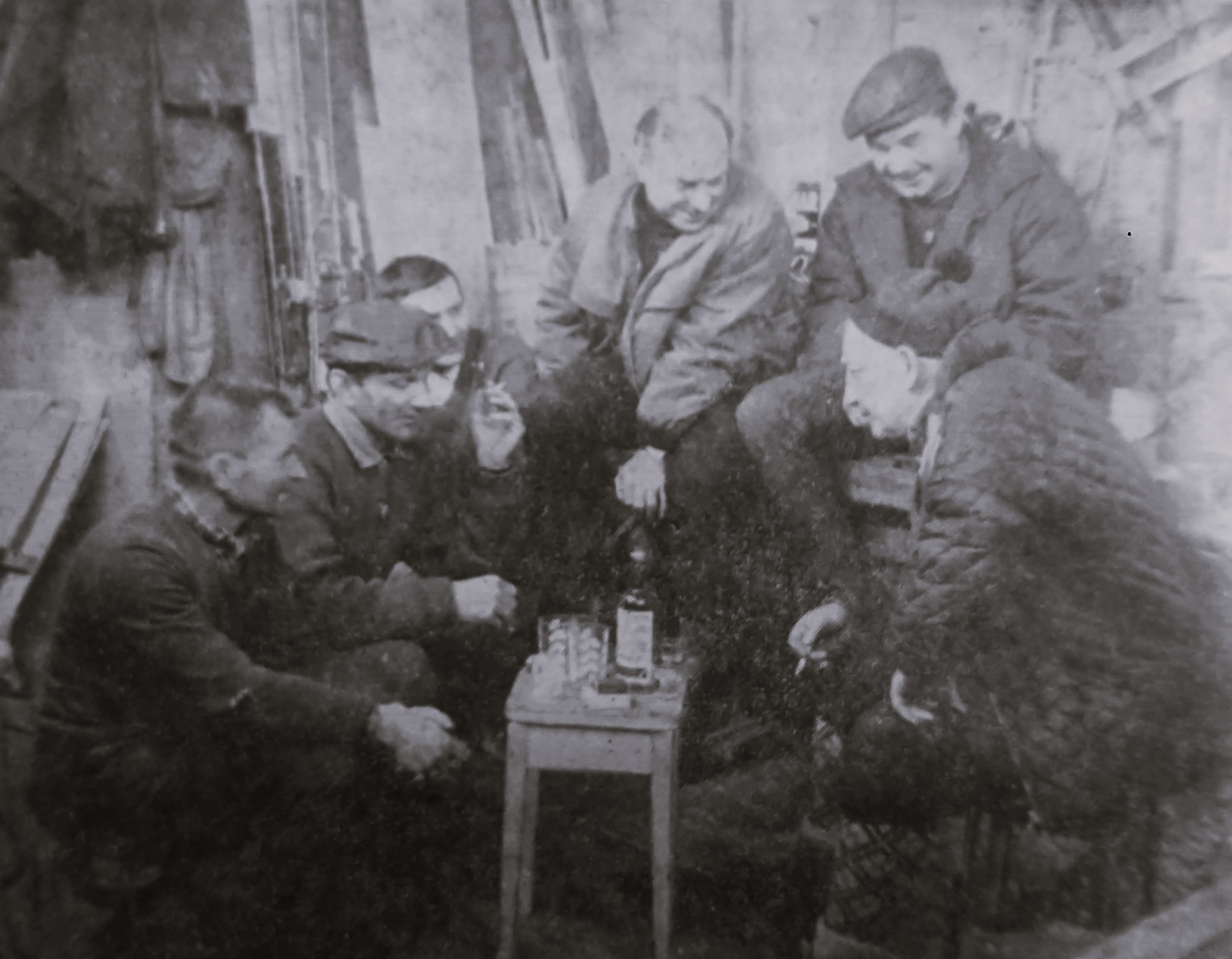
Kurierzy tatrzańscy - od prawej: Józef Krzeptowski, Władysław Roj-Gąsienica, Jan Bobowski, Jan Kula, Józef Uznański, Stanisław Kula.

W 1923 został przewodnikiem, a w 1931 przewodnikiem II klasy Polskiego Towarzystwa Tatrzańskiego (PTT). Był ratownikiem Górskiego Ochotniczego Pogotowia Ratunkowego (GOPR).
W latach 1934–1938 utrzymywał nielegalne kontakty z byłym premierem RP Wincentym Witosem, któremu pomógł przedostać się do Czechosłowacji, kiedy groziło mu uwięzienie przez sanacyjne władze. Przeprowadzał przez Tatry działaczy Stronnictwa Ludowego. Pełnił tę misję do wiosny 1939 roku.
W lipcu 1939 wstąpił do konspiracyjnej grupy sabotażowo-dywersyjnej, zorganizowanej przez Sztab Główny Wojska Polskiego na terenie Podhala. Po napaści Niemiec na Polskę, od listopada 1939 był kurierem i przeprowadzał przez Tatry na Węgry z  Polaków kierujących się do Armii Polskiej na Zachodzie. W 1941 odmówił przeprowadzenia przez tatry marszałka Edwarda Rydza-Śmigłego, uznając go za winnego porażki w pierwszych miesiącach wojny. Utrzymywał kontakt kurierski na trasie Zakopane-Budapeszt-Zakopane. W marcu 1944 po wkroczeniu wojsk niemieckich na Węgry wrócił na Podhale i ukrywał się do zakończenia wojny.
W 1945 roku został aresztowany przez NKWD i trafił na trzy lata do sowieckiego łagru w górach Ałtaj. Dzięki interwencji kardynała Augusta Hlonda został wypuszczony z łagru. Po zwolnieniu powrócił do zawodu przewodnika PTTK oraz nadal był ratownikiem GOPR, a od 1948 został przewodnikiem I klasy. W 1958 roku rozpoczął pracę jako instruktor narciarski. Zmarł 13 kwietnia 1971. Pochowany na Pęksowym Brzysku.

## Odznaczenia
Za udział w walce z hitlerowskim okupantem dwukrotnie odznaczony Krzyżem Walecznych. W 1966 roku otrzymał Srebrny Krzyż Zasługi oraz Krzyż Kawalerski Orderu Odrodzenia Polski. 16 maja 1978 w Londynie pośmiertnie przyznano mu Krzyż Armii Krajowej.